# Animal de Ciudad
Animal de Ciudad es una banda boliviana de rock, pop y funk. 

## Historia e integrantes
Animal de Ciudad nació en la ciudad de Santa Cruz de la Sierra en el año 2007, como proyecto en solitario de Ronaldo Vaca-Pereira Rocha (Ronaldo VPR o Ronaldo VP Rocha) y se consolidó como banda en 2010, con el ingreso de Julio Molina en la batería, Julio Rodríguez en el bajo y Jorge Ampuero en la guitarra. En más de 10 años de trayectoria la banda ha realizado conciertos en Argentina, Brasil, México, y ha compartido escenario junto a artistas como Calle 13, León Gieco, El Tri, Los Auténticos Decadentes, La Beriso, Eruca Sativa, entre otros.
El año 2018 la banda presentó la canción “Patas Arriba” junto a Álex Lora, líder de la banda mexicana El Tri y se adjudicó en Bolivia el Premio Maya a la “Mejor Canción del Año”. Ese mismo año, el grupo cambió su conformación, con Ronaldo VPR todavía en la voz y Nicolás Moyano, Junior Melgar y Jorge Barba.
En los años 2020 y 2021 durante la cuarentena por la pandemia del COVID-19 el grupo lazó dos álbumes en vivo titulados #SeEscuchaDesdeMeraki y Desde Adentro, filmados inicialmente para sesiones de Live Stream.
Actualmente, la banda está conformada por Ronaldo VPR en la voz, Nicolás Moyano en la guitarra, Junior Melgar en el bajo y Erick García en la batería y se prepara para lanzar un nuevo trabajo titulado “Tiempos Difíciles”.      

## Discografía
- Desde Adentro (2021)
- #SeEscuchaDesdeMeraki (2020)
- Aprieta el Botón (2015)
- Memorias del Futuro (2014)
- Quemar X Quemar (2013)
- En Vivo 2010-2011 (2011)
- Experimento ConFusión (2007)